# مازل توف
مازل توف (بالعبرية: מזל טוב) هي عبارة تستخدم للتعبير عن التهاني لمناسبة سعيدة أو حدث كبير .

## الاستخدام

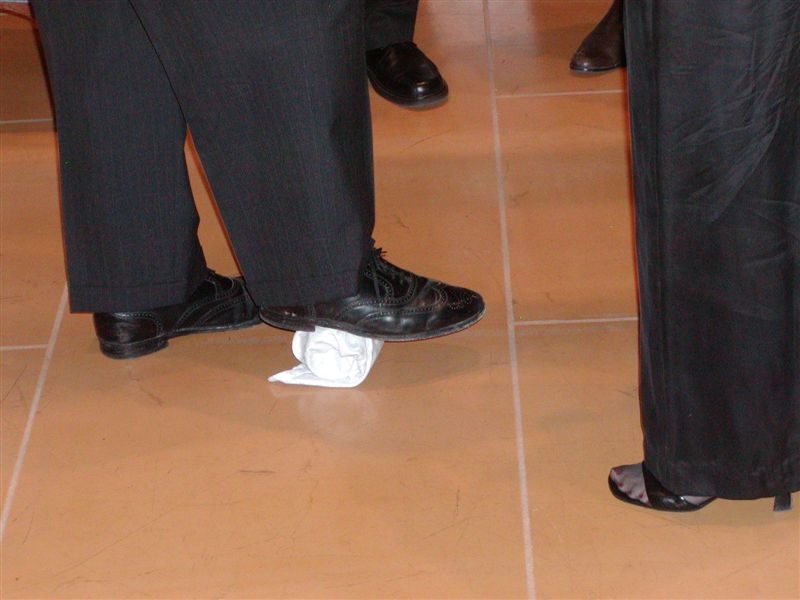
في التقاليد يكسر الزوج الزجاج ويصرخ الجميع "مازل توف"

تقال في حفل الزفاف، على سبيل المثال في حفل زفاف يهودية يقوم العريس بكسر الزجاج فيصرخ الجميع «مازل توف !» 
في إسرائيل ما تزال هذه الكلمة تستخدم لجميع أنواع المناسبات السعيدة، سواء أكانت رخصة قيادة جديدة أو عيد الميلاد أو نهاية الخدمة العسكرية .